# Welterbekomitee
Das Welterbekomitee (englisch World Heritage Committee, französisch Comité du patrimoine mondial) ist ein Gremium der UNESCO mit Sitz in Paris. Es verwaltet die Liste des Weltkultur- und Naturerbes der Menschheit.
Zur Verwaltung der Liste gehört, dass das Komitee bei seinen jährlichen Sessionen über Neuaufnahmen bzw. Streichungen von Welterbestätten entscheidet oder bereits auf der Liste befindliche Welterbestätten auf die Liste des gefährdeten Welterbes setzt.
Leiter des Welterbezentrums in Paris ist seit Dezember 2021 der kamerunische Stadtgeograph Lazare Eloundou Assomo. Er trat die Nachfolge von Mechtild Rössler an, die von 2015 bis 2021 das Zentrum leitete.

## Sitzungen

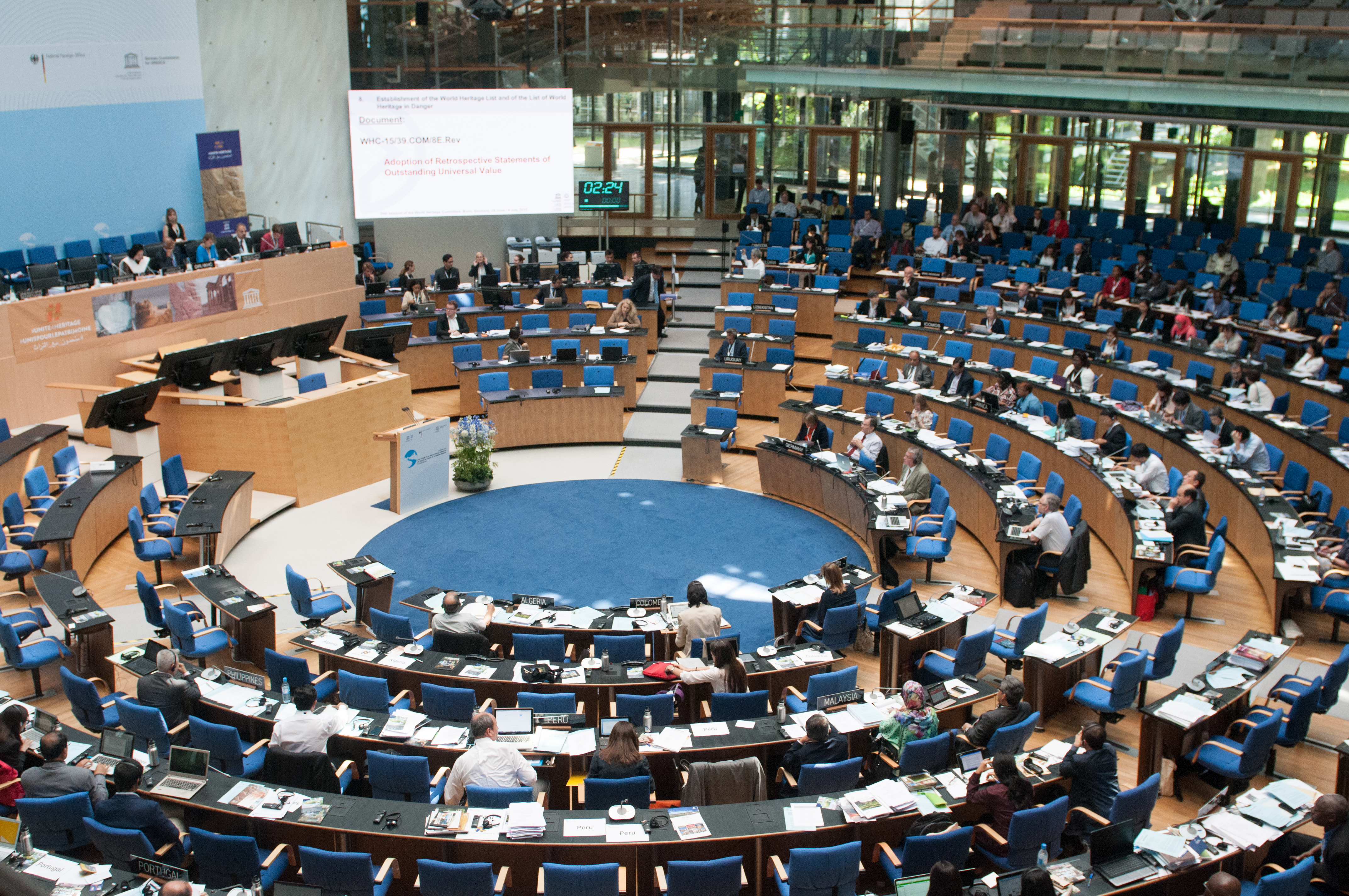
39. Sitzung 2015 in Bonn

Das Welterbekomitee trifft sich jährlich an wechselnden Orten zu seinen Sitzungen.
In seiner ersten Sitzung hat das Welterbekomitee die Verfahrensregeln verabschiedet. Das UNESCO-Welterbekomitee tagte bisher zweimal in Deutschland, 1995 und 2015. Bei der Tagung im Jahr 2015 in Bonn hatte Maria Böhmer den Vorsitz.
Bisherige und bereits festgelegte Tagungsorte (ao = Außerordentliche Sitzung):
| Sitzung | Jahr | Datum                                         | Tagungsort                           | Neuaufnahmen                 |
| ------- | ---- | --------------------------------------------- | ------------------------------------ | ---------------------------- |
| 1       | 1977 | 27. Juni – 1. Juli                            | Paris, Frankreich                    |                              |
| 2       | 1978 | 5. September – 8. September                   | Washington, D.C., Vereinigte Staaten | 2. Sitzung                   |
| 3       | 1979 | 22. Oktober – 26. Oktober                     | Luxor, Ägypten                       | 3. Sitzung                   |
| 4       | 1980 | 1. September – 5. September                   | Paris, Frankreich                    | 4. Sitzung                   |
| ao 1    | 1981 | 10. September – 11. September                 | Paris, Frankreich                    |                              |
| 5       | 1981 | 26. Oktober – 30. Oktober                     | Sydney, Australien                   | 5. Sitzung                   |
| 6       | 1982 | 13. Dezember – 17. Dezember                   | Paris, Frankreich                    | 6. Sitzung                   |
| 7       | 1983 | 5. Dezember – 9. Dezember                     | Florenz, Italien                     | 7. Sitzung                   |
| 8       | 1984 | 29. Oktober – 2. November                     | Buenos Aires, Argentinien            | 8. Sitzung                   |
| 9       | 1985 | 2. Dezember – 6. Dezember                     | Paris, Frankreich                    | 9. Sitzung                   |
| 10      | 1986 | 24. November – 28. November                   | Paris, Frankreich                    | 10. Sitzung                  |
| 11      | 1987 | 7. Dezember – 11. Dezember                    | Paris, Frankreich                    | 11. Sitzung                  |
| 12      | 1988 | 5. Dezember – 9. Dezember                     | Brasília, Brasilien                  | 12. Sitzung                  |
| 13      | 1989 | 11. Dezember – 15. Dezember                   | Paris, Frankreich                    | 13. Sitzung                  |
| 14      | 1990 | 7. Dezember – 12. Dezember                    | Banff, Kanada                        | 14. Sitzung                  |
| 15      | 1991 | 9. Dezember – 13. Dezember                    | Karthago, Tunesien                   | 15. Sitzung                  |
| 16      | 1992 | 7. Dezember – 14. Dezember                    | Santa Fe, Vereinigte Staaten         |                              |
| 17      | 1993 | 6. Dezember – 11. Dezember                    | Cartagena, Kolumbien                 |                              |
| 18      | 1994 | 12. Dezember – 17. Dezember                   | Phuket, Thailand                     |                              |
| 19      | 1995 | 4. Dezember – 9. Dezember                     | Berlin, Deutschland                  |                              |
| 20      | 1996 | 2. Dezember – 7. Dezember                     | Mérida, Mexiko                       |                              |
| ao 2    | 1997 | 29. Oktober                                   | Paris, Frankreich                    |                              |
| 21      | 1997 | 1. Dezember – 6. Dezember                     | Neapel, Italien                      |                              |
| 22      | 1998 | 30. November – 5. Dezember                    | Kyoto, Japan                         |                              |
| ao 3    | 1999 | 12. Juli                                      | Paris, Frankreich                    |                              |
| ao 4    | 1999 | 30. Oktober                                   | Paris, Frankreich                    |                              |
| 23      | 1999 | 29. November – 4. Dezember                    | Marrakesch, Marokko                  |                              |
| 24      | 2000 | 27. November – 2. Dezember                    | Cairns, Australien                   |                              |
| ao 5    | 2001 | 12. September                                 | Paris, Frankreich                    |                              |
| 25      | 2001 | 11. Dezember – 16. Dezember                   | Helsinki, Finnland                   |                              |
| 26      | 2002 | 24. Juni – 29. Juni                           | Budapest, Ungarn                     |                              |
| ao 6    | 2003 | 17. März – 22. März                           | Paris, Frankreich                    |                              |
| 27      | 2003 | 30. Juni – 5. Juli                            | Paris, Frankreich                    |                              |
| 28      | 2004 | 28. Juni – 7. Juli                            | Suzhou, Volksrepublik China          |                              |
| ao 7    | 2004 | 6. Dezember – 11. Dezember                    | Paris, Frankreich                    |                              |
| 29      | 2005 | 10. Juli – 17. Juli                           | Durban, Südafrika                    |                              |
| 30      | 2006 | 8. Juli – 16. Juli                            | Vilnius, Litauen                     |                              |
| 31      | 2007 | 23. Juni – 1. Juli                            | Christchurch, Neuseeland             |                              |
| ao 8    | 2007 | 24. Oktober                                   | Paris, Frankreich                    |                              |
| 32      | 2008 | 2. Juli – 10. Juli                            | Québec, Kanada                       |                              |
| 33      | 2009 | 22. Juni – 30. Juni                           | Sevilla, Spanien                     |                              |
| ao 9    | 2010 | 14. Juni                                      | Paris, Frankreich                    |                              |
| 34      | 2010 | 25. Juli – 3. August                          | Brasília, Brasilien                  |                              |
| 35      | 2011 | 19. Juni – 29. Juni                           | Paris, Frankreich                    |                              |
| ao 10   | 2011 | 9. November                                   | Paris, Frankreich                    |                              |
| 36      | 2012 | 25. Juni – 5. Juli                            | Sankt Petersburg, Russland           |                              |
| 37      | 2013 | 17. Juni – 27. Juni                           | Phnom Penh, Kambodscha               |                              |
| 38      | 2014 | 15. Juni – 25. Juni                           | Doha, Katar                          |                              |
| 39      | 2015 | 26. Juni – 8. Juli                            | Bonn, Deutschland                    | 39. Sitzung                  |
| ao 11   | 2015 | 19. November                                  | Paris, Frankreich                    |                              |
| 40      | 2016 | 10. Juli – 20. Juli 24. Oktober – 26. Oktober | Istanbul, Türkei Paris, Frankreich   | 40. Sitzung                  |
| 41      | 2017 | 2. Juli – 12. Juli                            | Krakau, Polen                        | 41. Sitzung                  |
| ao 12   | 2017 | 15. November                                  | Paris, Frankreich                    |                              |
| 42      | 2018 | 24. Juni – 4. Juli                            | Manama, Bahrain                      | 42. Sitzung                  |
| 43      | 2019 | 30. Juni – 10. Juli                           | Baku, Aserbaidschan                  | 43. Sitzung                  |
| ao 13   | 2019 | 28. November                                  | Paris, Frankreich                    |                              |
|         | 2020 | 29. Juni – 9. Juli (abgesagt)                 | Fuzhou, Volksrepublik China          |                              |
| ao 14   | 2020 | 2. November                                   | Online-Meeting                       |                              |
| 44      | 2021 | 16. Juli – 31. Juli (online)                  | Fuzhou, Volksrepublik China          | 44. Sitzung                  |
|         | 2022 | 19. Juni – 30. Juni (abgesagt)                | Kasan, Russland                      |                              |
| ao 18   | 2023 | 24. – 25. Januar                              | Paris, Frankreich                    | 18. Außerordentliche Sitzung |
| 45      | 2023 | 10. September – 25. September                 | Riad, Saudi-Arabien                  | 45. Sitzung                  |
| ao 19   | 2023 | 23. November                                  | Paris, Frankreich                    |                              |
| 46      | 2024 | 21. Juli – 31. Juli                           | Neu-Delhi, Indien                    | 46. Sitzung                  |
| 47      | 2025 | 6. Juli – 16. Juli                            | Sofia, Bulgarien Paris, Frankreich   | 47. Sitzung                  |

## Mitglieder
Dem Komitee gehören 21 Mitglieder an. Sie werden von der Generalversammlung der Mitgliedstaaten der Welterbekonvention gewählt. Die Amtszeit beträgt vertraglich eigentlich sechs Jahre, doch wird sie in aller Regel auf vier Jahre verkürzt und auf eine Wiederwahl verzichtet, um eine gerechtere Vertretung der einzelnen Staaten zu ermöglichen. Im Komitee sind derzeit folgende Staaten vertreten:
- Argentinien (2021–25)
- Belgien (stellvertr. Vorsitz) (2021–25)
- Bulgarien (Vorsitz) (2021–25)
- Griechenland (2021–25)
- Indien (2021–25)
- Italien (2021–25)
- Jamaika (2023–27)
- Japan (2023–27)
- Kasachstan (2023–27)
- Kenia (2023–27)
- Libanon (2023–27)
- Mexiko (stellvertr. Vorsitz) (2021–25)
- Katar (stellvertr. Vorsitz) (2021–25)
- Südkorea (stellvertr. Vorsitz) (2021–25)
- Ruanda ("rapporteur" Berichterstatter) (2021–25)
- St. Vincent und die Grenadinen (2021–25)
- Senegal (2023–27)
- Türkei (2023–27)
- Ukraine (2023–27)
- Vietnam (2023–27)
- Sambia (stellvertr. Vorsitz) (2021–25)

## Andere Programme
Nicht durch das Welterbekomitee, sondern durch andere UNESCO-Gremien, werden die folgenden Programme des UNESCO-Kultur- und -Naturerbes betreut:
- Kulturerbe unter Wasser entsprechend der Konvention zum Schutz des Kulturerbes unter Wasser
- Immaterielles Kulturerbe entsprechend der Konvention zur Erhaltung des immateriellen Kulturerbes
- Weltdokumentenerbe aus dem Programm Memory of the World (Buchbestände, Handschriften, Partituren, Unikate, Bild-, Ton- und Filmdokumente)
- Biosphärenreservate aus dem Programm Man and the Biosphere
- UNESCO Global Geoparks aus dem Programm International Geoscience and Geoparks